# Synema buettneri
Synema buettneri là một loài nhện trong họ Thomisidae.
Loài này thuộc chi Synema. Synema buettneri được Maria Dahl miêu tả năm 1907.